# Ryszard Orsini
Ryszard Orsini (Ricardo I Orsini, ur. ok. 1230, zm. 1304) – hrabia Kefalenii w latach 1264 – 1304. Syn Maio II Orsiniego i Anny Teodory Komneny Dukainy, księżniczki bizantyńskiej z Epiru.

## Życiorys
Jego ponad czterdziestoletnie panowanie oznacza początek wpływów rodu Orsinich na Despotat Epiru. Wspierał stronnictwo antybizantyńskie na dworze w Arcie przeciwne polityce despoiny Anny Paleologiny. Kiedy działania te doprowadziły w 1290 roku do najazdu bizantyńskiego na północny Epir i oblężenia Joaniny, poprowadził wspólnie z księciem Achai Florensem posiłki na pomoc despotesowi Niceforowi I. Efektem wzrostu znaczenia pozycji Ryszarda Orsiniego w Epirze było małżeństwo z córką Nicefora I – Marią.
Jako wasal podlegał nie tylko Księstwu Achai, ale też królestwu Neapolu. Od 1284 do 1291 nosił tytuł Grafa Graviny. W 1286 został generalnym wikariuszem Korfu, a w 1297 został mianowany przez Izabelę de Villehardouin baliwem Achaji. Został zamordowany w 1304 roku w Glarentza przez jednego z rycerzy.
Tron objął po nim jego syn Jan I Orsini, który wcześniej administrował wyspą Leukas.